# Teknikåret 1974

## Händelser

### Januari
- 8 januari - Bensinransonering införs i Sverige och pågår tre veckor, fram till 29 januari, som följd av oljekrisen. Eldningsolja och elektricitet ransoneras under våren. Samhällets energibehov och -försörjning debatteras hela året.
- 25 januari - Skånska cementgjuteriet tecknar avtal på bygget av en torrdocka i Gdynia, Polen, som ska vara färdig 1 juli 1976.
- 29 januari - Brand vid Husqvarna vapenfabrik förstör värden för 25 miljoner kronor.

### Februari
- 18 februari - Datasaab övertar Facitkoncernens dataproduker.

### Maj
- 9 maj - Sonab övertar mobilradioverksamheten i Gävle från AGA.
- 18 maj - Brand vid Alfort & Cronholms (Alcro) lager i Nykvarn, skador för 35 miljoner kronor.

### Juli
- 1 juli - Electrolux köper National Union Electric, och får därmed 20% av dammsugarmarknaden i USA.
- 25 juli - Götaverken får order på två fraktfartyg till Indien på 400 miljoner kronor.

### Augusti
- 5-10 augusti - IFIP har konferens i Stockholm, Sverige med 4000 dataexperter från hela världen.

### Okänt datum
- Forskare vid Xerox Palo Alto Research Center utvecklar Xerox Alto, den första arbetsstationen med inbyggd mus [1].
- David Silver vid MIT designar robotarmen Silver Arm [1].
- Ågestaverket, Sveriges första kärnkraftverk, tas ur drift.

### Fotnoter
1. 1 2